# Ungmennafélagið Fjölnir
Ungmennafélagið Fjölnir ist ein isländischer Multisportverein aus Reykjavík, der lange vor allem für seine Fußballabteilung bekannt war, aber seit 2018 auch im Schachsport und im Eishockey erstklassige Mannschaften hat. Weitere im Verein ausgeübte Sportarten sind Basketball, Schwimmen, Gymnastik, Handball, Leichtathletik, Karate, Tennis und Taekwondo.

## Fußball
Im Fußball stieg der 1988 gegründete Verein 2008 in die Pepsideild auf. Bis zur Saison 2009 konnte er auch die Klasse halten, ehe er in die zweitklassige 1. deild karla abstieg. 2014 kehrte er in die 1. Liga zurück. Spielstätte ist das Stadion Fjölnisvöllur, das ein Fassungsvermögen von 1.000 Zuschauern hat.

## Eishockey
2018 übernahm Fjölnir alle Eissportabteilungen von Ísknattleiksfélagið Björninn und erhielt damit auch eine erstklassige Eishockeymannschaft, die 2012 die isländische Meisterschaft gewonnen hatte.